# 제2차 영국-아프가니스탄 전쟁
제2차 영국-아프가니스탄 전쟁은 대영제국과 아프가니스탄 토후국이 1878년부터 1880년까지 벌인 전쟁으로, 이 전쟁은 영국령 인도 제국이 두번째로 아프가니스탄을 침공한 것이었다. 1878년 당시 세계 상황은 러시아 제국이 적극적으로 남하 정책을 펼쳐서 중앙아시아의 칸국들을 정복하여 인도와 중국 일대를 위협하는 형세가 되어 있었고, 미국 또한 내전을 끝내고 주변 태평양 일대로 진출을 꾀하기 시작했다. 이 무렵 러시아 제국은 프랑스, 독일 제국 등과 동맹을 맺고 영국을 견제하려고 하였다. 이러한 상황에 따라 영국은 아프가니스탄 토후국을 선점하고자 했고, 1차 전쟁에서의 패배를 만회하기 위해 2차 전쟁을 일으켰다. 이 전쟁에서 아프가니스탄 군대는 패배했으며 아프가니스탄은 영국의 식민지로 전락하게 된다. 아프가니스탄은 자치권을 확보했지만 영국령 인도 제국의 한 주로 전락하게 된다.

## 같이 보기
- 제1차 영국-아프가니스탄 전쟁
- 제3차 영국-아프가니스탄 전쟁
- 아프가니스탄군